# أدريان غونزاليس (لاعب كرة قدم)
أدريان غونزاليس (بالإسبانية: Adrián Américo González)‏ هو لاعب كرة قدم أرجنتيني في مركز الدفاع، ولد في 6 يوليو 1995 في سان خوستو في الأرجنتين. لعب مع نويفا شيكاجو.

## وصلات خارجية
- أدريان غونزاليس (لاعب كرة قدم) على موقع قاعدة بيانات كرة القدم.إي يو (الإنجليزية)
- أدريان غونزاليس (لاعب كرة قدم) على موقع Soccerway.com (الإنجليزية)